# Riz Calrose

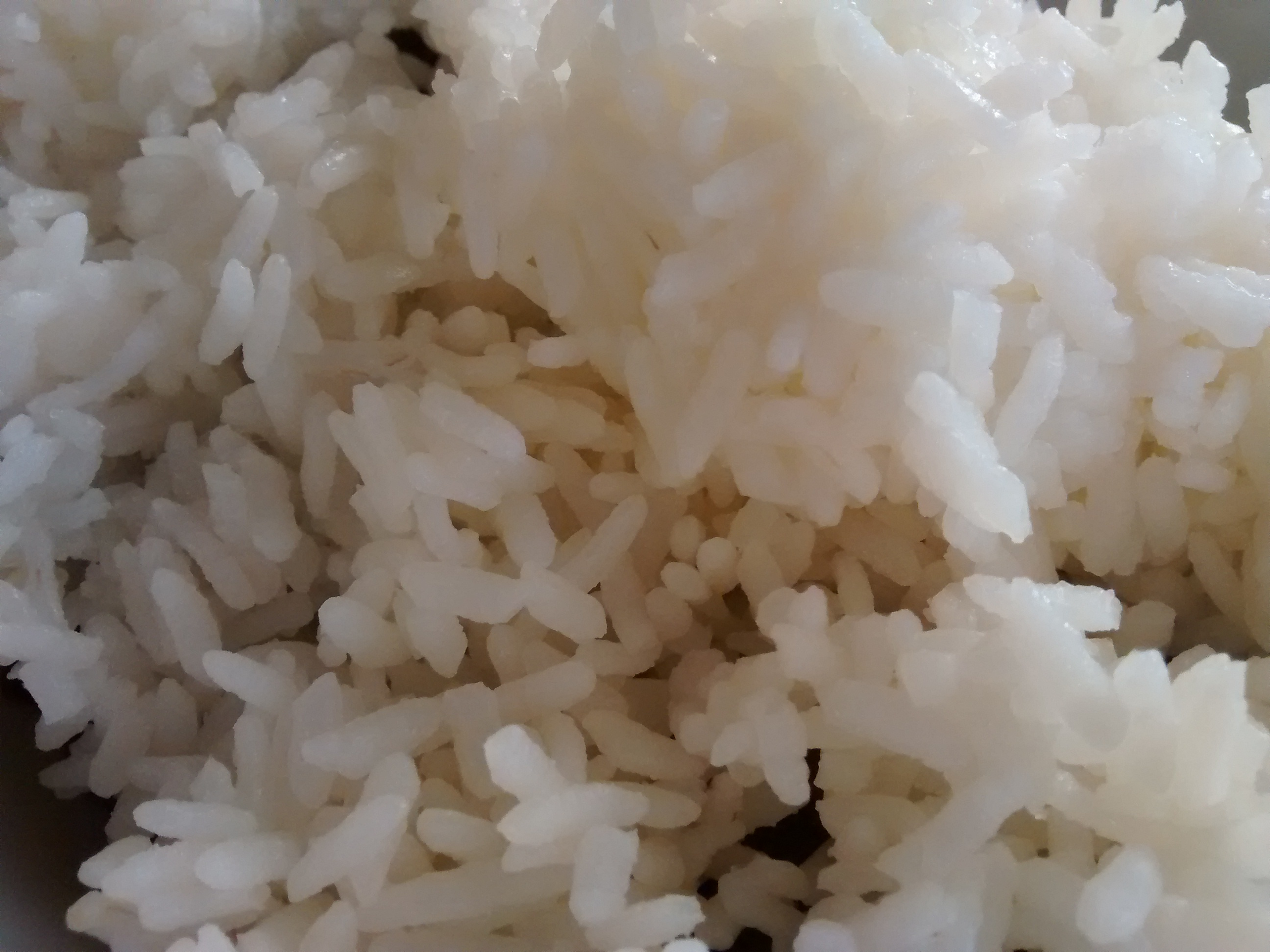
Riz Calrose.

Le riz Calrose est une variété de riz à grain moyen, connue pour être la variété fondatrice de l'industrie du riz en Californie. Cette variété appartient à la sous-espèce Oryza sativa subsp. japonica. 

## Histoire
La variété Calrose (USDA # C.I. 8988) a été sélectionnée à la Station d'expérimentation du riz située près de Biggs (Californie) et mise sur le marché en Californie en 1948.
Elle est issue d'un croisement entre les variétés Caloro et Calady, suivi d'un rétrocroisement avec Caloro. La variété Calady était un riz à grain moyen issue d'un croisement obtenu en Californie entre Caloro et Lady Wright, variété à grain long sélectionnée en Louisiane par S. L. Wright, obtenteur de la variété à grain moyen Blue Rose.
Calrose présente des caractéristiques agronomiques similaires à celles de Caloro mais ses grains sont plus transparents et ont une meilleure qualité de mouture que Caloro ainsi qu'une texture vitreuses similaire à celle de Blue Rose.
Elle a grandi en popularité auprès des cultivateurs, des commerçants et des consommateurs, représentant 30 % de la sole ensemencée en riz en Californie dès 1960 et 70 % à partir de 1970, pour devenir la variété de riz la plus importante en Californie jusqu'à la fin des années 1970. Ce succès est attribuable à un ensemble de caractéristiques, sa productivité, la qualité du grain, son adaptation au climat californien et à une commercialisation efficace.
Des propriétés spécifiques de traitement et de cuisson ont été associées à Calrose. 
Au cours des années, de nouvelles variétés améliorées, conservant les caractéristiques de cuisson et de transformation des grains Calrose, ont été commercialisées. Dans les années 1970 sont apparues de nouvelles variétés plus économes en eau qui ont progressivement remplacé la variété originale. Ces grains de taille moyenne ont été mélangés avec Calrose en stockage et ont ensuite remplacé la variété dans la production commerciale en raison de leurs performances supérieures à plusieurs niveaux. Bien que cette variété Calrose initiale ne soit plus cultivée, Calrose est devenu un nom générique reconnu dans le commerce pour les variétés à de riz à grains moyens en Californie. 
Le nom « rose » se réfère à la forme de grain moyen de la variété (Blue Rose était une variété à grain moyen sélectionnée précédemment en Louisiane) et « Cal » indique l'origine de la variété et sa production en Californie.

## Disponibilité
C'est la variété de riz californienne la plus reconnue aux États-Unis et à l'étranger, en particulier dans la région Pacifique. A Hawaï, Guam et dans d'autres îles du pacifique, le riz Calrose représente plus de 90 % du riz consommé. La variété est cultivée dans d'autres régions du monde où les conditions de croissance conviennent, telles que l'Australie.